# Creeting St Mary
Creeting St Mary – wieś w Anglii, w hrabstwie Suffolk, w dystrykcie Mid Suffolk. Leży 14 km na północny zachód od miasta Ipswich i 111 km na północny wschód od Londynu. Miejscowość liczy 710 mieszkańców.